# Saphir d'Édouard le Confesseur
Le saphir d'Édouard le Confesseur tire son nom du roi d'Angleterre Édouard le Confesseur (ca 1004 – 5 janvier 1066) dont l'anneau de couronnement était orné de cette pierre.

## Histoire
Selon la tradition, ce saphir fait sa première apparition sur l'anneau que portera le roi Édouard le Confesseur à son couronnement, le 3 avril 1043, jour de Pâques, dans la cathédrale de Winchester. Renommé pour sa piété, ce qui lui vaut son surnom, le souverain fonda l'abbaye de Westminster ; c'est là, selon son vœu, qu'il fut inhumé avec sa couronne et son anneau. En 1102, on ouvrit la tombe du roi pour une inspection. Quand on retira la dalle qui fermait le sarcophage, un parfum suave emplit l'église, on trouva le corps intact et en aucune façon corrompu; le roi avait sa couronne sur la tête, son sceptre au côté, un anneau au doigt. Après la canonisation du roi Édouard, l'abbé de Westminster fit de nouveau ouvrir le sarcophage pour transférer le corps du saint dans une sépulture digne de lui; c'est à cette occasion que l'anneau fut retiré. La translation eut lieu le 13 octobre 1163. En 1269, le roi Henri III fit construire un tombeau encore plus imposant pour son lointain prédécesseur et y transféra sa dépouille (le 13 octobre 1269) .
La légende voudra que ce soit le roi Édouard lui-même qui ait légué au royaume sa couronne et l'anneau portant le saphir ; ainsi ils constitueraient les premiers éléments des joyaux de la Couronne. Ils deviennent des objets de grande vénération pour les monarques successifs. La couronne d'Édouard le Confesseur sera ainsi utilisée pour le couronnement de tous les souverains britanniques jusqu'à la destruction des joyaux par Oliver Cromwell, après l'exécution du roi Charles Ier en 1649.
La gemme survit cependant, avec d'autres bijoux, et lors de la restauration anglaise en 1660, le saphir est retaillé sous sa forme actuelle pour Charles II. En 1838, la reine Victoria le fera finalement sertir sur la couronne impériale d'apparat , au centre de la croix pattée située au sommet.

## Caractéristiques
Le saphir d'Édouard le Confesseur est une pierre bleue taillée « en rose » d'un poids inconnu. Son éclat et sa brillance sont considérés comme exceptionnels. Il s'agit de la plus ancienne gemme que comporte la couronne impériale d'État, l'histoire datant son apparition du XIe siècle.
La pierre a été modifiée : sa taille en rose ne peut être celle d'origine, ce procédé de taille n'apparaissant qu'au XIVe siècle. Dans son état actuel, elle possède vingt-quatre facettes et se présente sous une forme octogonale. Selon les professionnels, il est possible qu'elle provienne d'anciennes veines de corindon situées à Ratna, au Sri Lanka. Ces mines étaient renommées dès la plus haute Antiquité. Cependant, en l'absence de toute analyse gemmologique, il ne peut s'agir que de supputations.

## Légende de saint Jean
Le roi Édouard était connu pour sa générosité. Selon la légende attachée à cette pierre, il est un jour accosté par un mendiant alors qu'il se rend à l'Abbaye de Westminster. Sa première réaction est de chercher quelque argent pour le lui donner. Mais ses poches étant vides, il enlève sans hésitation le saphir de son doigt et le donne au mendiant. Celui-ci remercie le monarque et s'en va.
Quelques années plus tard, deux pèlerins de Terre Sainte rapportent la bague au roi et lui disent qu'ils ont rencontré saint Jean l'Évangéliste. Ce dernier leur a raconté que, sous les traits d'un mendiant, il a reçu jadis cet anneau. Il félicite Édouard pour sa gentillesse et lui promet de le voir au ciel dans six mois. Exactement six mois plus tard, Édouard le Confesseur meurt.

### Sources et bibliographie
- (en) Cet article est partiellement ou en totalité issu de l’article de Wikipédia en anglais intitulé « St Edward's Sapphire » (voir la liste des auteurs).
- (en) Frank Barlow, Edward the Confessor, University of California Press, 1984. p. 269 sqq.